# Victor Chauvin

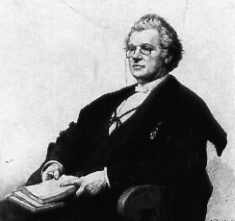
Victor Chauvin

Victor Charles Chauvin (Luik, 26 december 1844 - aldaar, 19 november 1913) was een Belgisch oriëntalist en Waals activist. Hij was hoogleraar Arabisch en Hebreeuws aan de Universiteit van Luik en werd vooral bekend door de publicatie van het 12-delige naslagwerk Bibliographie des ouvrages arabes ou relatifs aux Arabes publiés dans l'Europe chrétienne de 1810 à 1885.

## Levensloop

### Afkomst en studies
Victor Chauvin was de zoon van de Luikse kunstschilder Auguste Chauvin. Deze was van 1832 tot 1841 hofschilder in Neuwied alvorens in 1842 naar zijn geboortestad terug te keren. Van 1855 tot 1880 was hij er directeur van de Koninklijke Academie voor Schone Kunsten. Diens jongere broer François (1812-1898) was generaal-majoor in het Duitse leger en werd er in 1864 in de adelstand verheven.
De jonge Chauvin voltooide zijn middelbare studies aan het atheneum van zijn geboortestad en behaalde in 1862 de titel van gegradueerde in de letteren. Hij ging naar de École Normale des Humanités, de normaalschool verbonden aan de Universiteit van Luik. Daarna studeerde hij rechten aan de Luikse universiteit. Nadat hij in 1869 afgestudeerd was werd hij lid van de Luikse balie.
Sinds 1865 volgde Chauvin eveneens de facultatieve cursussen in de Semitische talen van Pierre Burggraff en meer specifiek deze in het Arabisch en in het Hebreeuws. De oude Burggraff zag in zijn jonge student, die ondertussen ook bibliothecaris in de universiteitsbibliotheek geworden was, zijn ideale opvolger. Chauvin studeerde af in 1872, zei de advocatuur vaarwel en volgde Burggraff, die tot het emeritaat toegelaten was, op. Samen met zijn schoonvader Emile Jamme schreef hij in 1876 nog het juridische werk Commentaire sur la loi sur la milice maar daarna wijdde hij zich volledig aan de oriëntalistiek.

### Academische loopbaan
Chauvin doceerde de facultatieve cursussen Arabisch en Hebreeuws verder. Zij kenden een zodanig succes dat hij in 1874 benoemd werd tot buitengewoon hoogleraar. In 1878 werd hij hoogleraar aan de faculteit Letteren en Wijsbegeerte. Van 1882 tot 1885 gaf hij de cursus Moslimrecht en daarna bezette hij er eveneens de leerstoel Oude geschiedenis van het Oosten.
In 1888 werd Chauvin door de Belgische regering belast met een missie om het buitenlands hoger onderwijs in de Oosterse taalkunde in kaart te brengen. Daarvoor bezocht hij de Institut national des langues et civilisations orientales in Parijs en het  Institut für Orientalistik in Wenen. Op korte tijd maakte hij naam als oriëntalist en nam hij deel aan de oriëntalistencongressen in Wenen (1886), Stockholm (1889), Londen (1892) en Genève (1894).
Zijn hoofdwerk was het naslagwerk Bibliographie des ouvrages arabes ou relatifs aux Arabes publiés dans l'Europe chrétienne de 1810 à 1885 dat in 12 delen werd gepubliceerd tussen 1892 en 1922. Het twaalfde en laatste deel werd afgewerkt door zijn leerling Louis Polain. Het naslagwerk, dat verscheidene Franse literaire prijzen won, werd onder de vleugels van de Société asiatique en het Deutsche Morgenländische Gesellschaft uitgegeven. Het werd in die tijd beschouwd als het referentiewerk voor de oriëntalisten.
Chauvin stierf op 68-jarige leeftijd aan de gevolgen van een beroerte. Hij ligt begraven op de begraafplaats van Robermont.

## Chauvin als Waals activist
Chauvin was eveneens actief op het gebied van de Waalse literatuur- en dialectstudie. In 1879 werd hij lid van de Société Liégeoise de Littérature Wallonne. In 1885 werd hij er verkozen tot secretaris en in 1893 tot ondervoorzitter. Zijn aandacht ging vooral naar het Waalse theater. Hij was lid van verscheidene commissies die het Waals toneel promoten en was permanent jurylid van de Waalse taal- en literatuurvereniging. Reeds in 1892 pleitte Chauvin voor de oprichting van een Waalse academie en in 1899 ijverde hij voor de oprichting van een schouwburg voor Waalse voorstellingen in Luik.
Ook op politiek vlak roerde Chauvin zich. Hij was actief in de Waalse Beweging en was een van de eerste leden van de Ligue nationale anti-flamingante. In 1912 werd hij een prominent lid van de Ligue wallonne en van de Assemblée wallonne die hieruit voortsproot.
Van 1907 tot aan zijn dood was hij eveneens gemeenteraadslid voor de Liberale Partij te Luik.

## Huwelijk en nakomelingen
Chauvin huwde in 1875 met Emilie Jamme (1848-1930), kleindochter van de voormalige Luikse burgemeester Louis Jamme. Het paar had vijf kinderen waaronder Herman (1876-1952), verzetsstrijder en hoogleraar aan het Institut Montefiore van de Luikse universiteit, en Lucie (1883-1972), hoofd van de kraamafdeling van het Luikse universiteitsziekenhuis die onder het pseudoniem Lucie Jeanclair enkele romans publiceerde.

## Werken (selectie)
- Essai sur l'histoire de l'islamisme, vertaling uit het Nederlands, 1879
- Biographie de Reinhart Dozy, vertaling uit het Nederlands, 1883
- Pierre Burggraff : sa vie et ses travaux, 1884.
- Bibliographie des ouvrages arabes ou relatifs aux Arabes publiés dans l'Europe chrétienne de 1810 à 1885, 12 delen, Luik, 1892-1922
- Le scopélisme, 1892.
- La recension égyptienne des Mille et une nuits, 1899.
- Étude sur la vie et les travaux de Nicolas Clénard, 1900.
- La constitution du code théodosien sur les agri deserti et le droit arabe, 1900.